# ماركوس ميلوني
ماركوس فينيسيوس باربوسا ميلوني (25 يونيو 2000 في البرازيل - ) هو لاعب كرة قدم إماراتي من أصل برازيلي في مركز الظهير و لاعب وسط يلعب حالياً مع نادي الشارقة ومنتخب الإمارات.
لعب في الفئات السنية في نادي بالميراس و حصل على الجنسية الإماراتية في عام 2024.